# پارک ملی اراگویا
پارک ملی اراگویا (به پرتغالی: Parque Nacional do Araguaia) یک پارک ملی در برزیل است که در توکانتینس واقع شده‌است.